# Zons

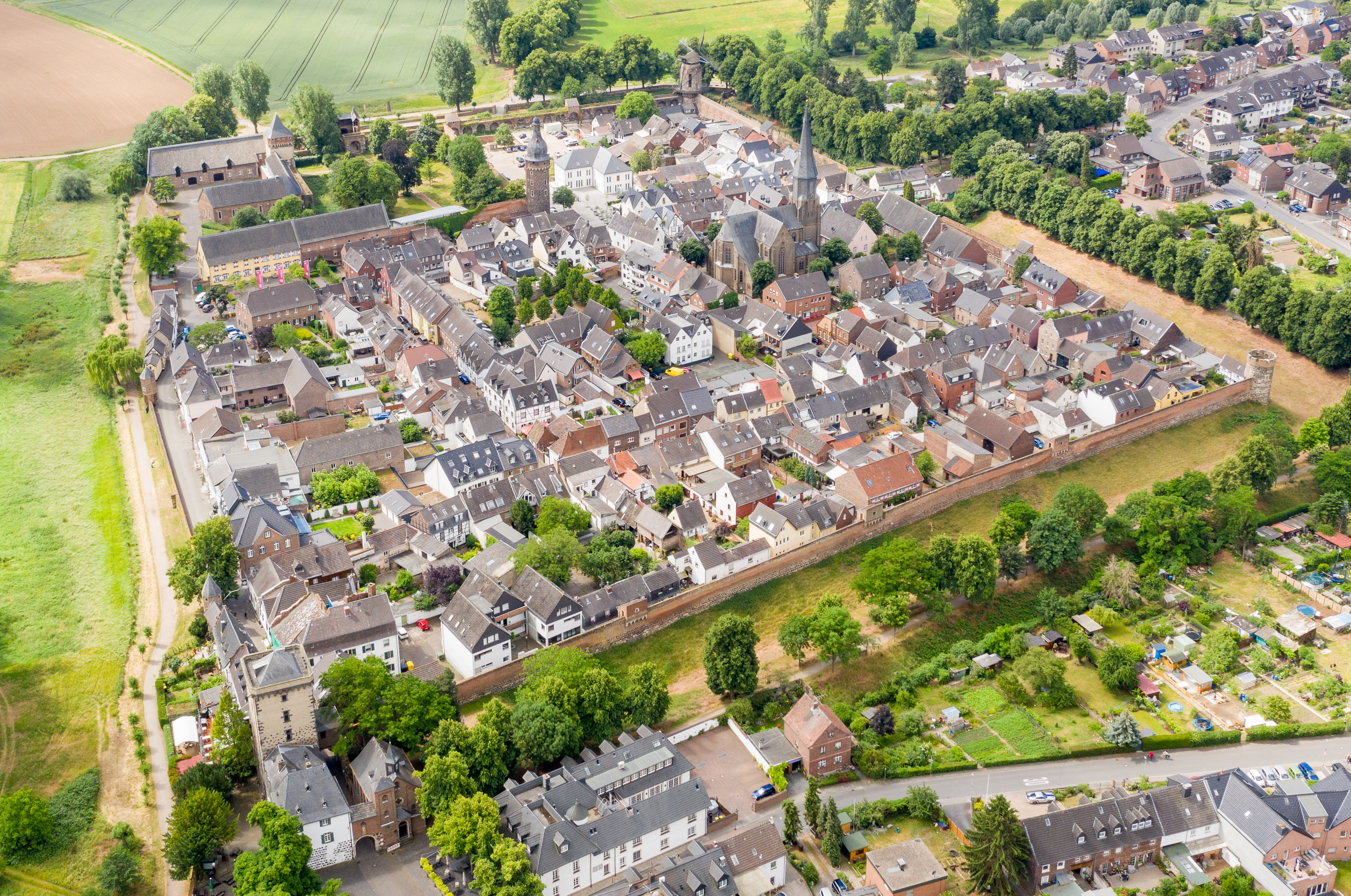
Zons vanuit de lucht; met linksboven, in het zuiden, Burg Friedestrom

Zons, officieel Stadt Zons, ook wel als Feste Zons aangeduid, is een plaats aan de linkeroever van de Rijn in de Duitse deelstaat Noordrijn-Westfalen. Zons is een stadsdeel van de gemeente Dormagen en ligt ca. 5 kilometer ten noorden van deze stad. 
Met inbegrip van het bijbehorende gehucht Nachtigall heeft Zons bijna 5.500 inwoners.

## Verkeer
De Bundesstraße 9 en de Autobahn A 57 lopen in noord-zuidrichting, ongeveer evenwijdig aan de Rijn, respectievelijk 1½ en 3 kilometer ten westen van Zons langs.
Het dichtstbijzijnde treinstation, aan de lijnen van Keulen naar Neuss, bevindt zich te Nievenheim, enkele kilometers westwaarts. Zons heeft enige bushaltes van de lijnbussen tussen dit station en station Dormagen. Toeristische rondvaartboten en Rijncruiseschepen leggen er ook van tijd tot tijd aan. Ook bestaat er een pontveerverbinding over de Rijn naar Urdenbach (in stadsdistrict 9 van Düsseldorf).

## Geschiedenis
Reeds in de 7e eeuw was hier een Frankische versterkte hoeve aanwezig. In de 12e eeuw kwam het gebied in de macht van het Keurvorstendom Keulen. Aartsbisschop Koenraad van Hochstaden liet in de 13e eeuw de vroonhoeve vervangen door een echt kasteel ter verdediging van deze strategisch belangrijke, aan de Rijn gelegen, plek tegen het naburige Graafschap Jülich of Gulik. In 1288 werd dit kasteel bij de Slag bij Woeringen  door de mannen van de stad Keulen veroverd en verwoest; de stenen werden gerecycled voor de nieuwe stadsmuur van Keulen.
In 1372 liet aartsbisschop Frederik III van Saarwerden, die het gebied weer onder controle had gekregen, een belangrijke Rijn-tol van Neuss hierheen verplaatsen. Hiertoe liet hij Kasteel Friedenstrom als tol-burcht herbouwen. Tevens liet hij de nederzetting Zons eromheen ommuren. In 1388 waren burcht en tolvesting gereed.
Het ietwat afgelegen stadje, dat in 1464, 1547 en 1620 door grote branden, en in 1666 door een pestepidemie werd geteisterd, bleef tot 1700 zeer klein met slechts enkele honderden inwoners. Tot 1900 waren de meeste inwoners tolbeambtes en boeren met weilanden buiten de muren. Vanaf ca. 1904 begon het schilderachtige plaatsje toeristen aan te trekken. Industrie van betekenis heeft Zons nimmer gehad.
Het kasteel verviel vanaf de 17e eeuw geleidelijk; in diverse oorlogen liep het steeds meer schade op en verviel na 1800 tot een grote boerderij. Nadat de restanten van het kasteel in 1972 onder beheer van de overheid waren gekomen, werd het complex gerestaureerd en met enige nieuwbouw uitgebreid. Het kasteelcomplex dient tegenwoordig als openluchttheater; in de gebouwen zijn diverse historische archieven, alsmede het Kreismuseum, gevestigd. 

## Toerisme
- Het stadje is vooral bezienswaardig vanwege de goed bewaard gebleven middeleeuwse stadsomwalling met enige poorten en torens. Ook delen van het voormalige kasteelpark Friedestrom zijn behouden gebleven; er staan fraaie bomen.
- Vooral in de zomer, vinden er tegen dit middeleeuwse decor openluchtconcerten en -theatervoorstellingen plaats, alsmede uitvoeringen van opera's.
- In het Kreismuseum, een gedeelte van het voormalige kasteel Friedestrom, in het stadje treft men naast de voor een streekmuseum gebruikelijke voorwerpen uit de stads- en kasteelhistorie ook een tweetal verzamelingen van bovenregionaal belang aan:
  - een collectie tinnen voorwerpen uit de Jugendstil-periode (1895-1920) van internationaal belang, waaronder voorwerpen van de merken Kayserzinn en Orivit.
  - een collectie die betrekking heeft op textiel-design

## Afbeeldingen

Wapen van Zons met St. Maarten
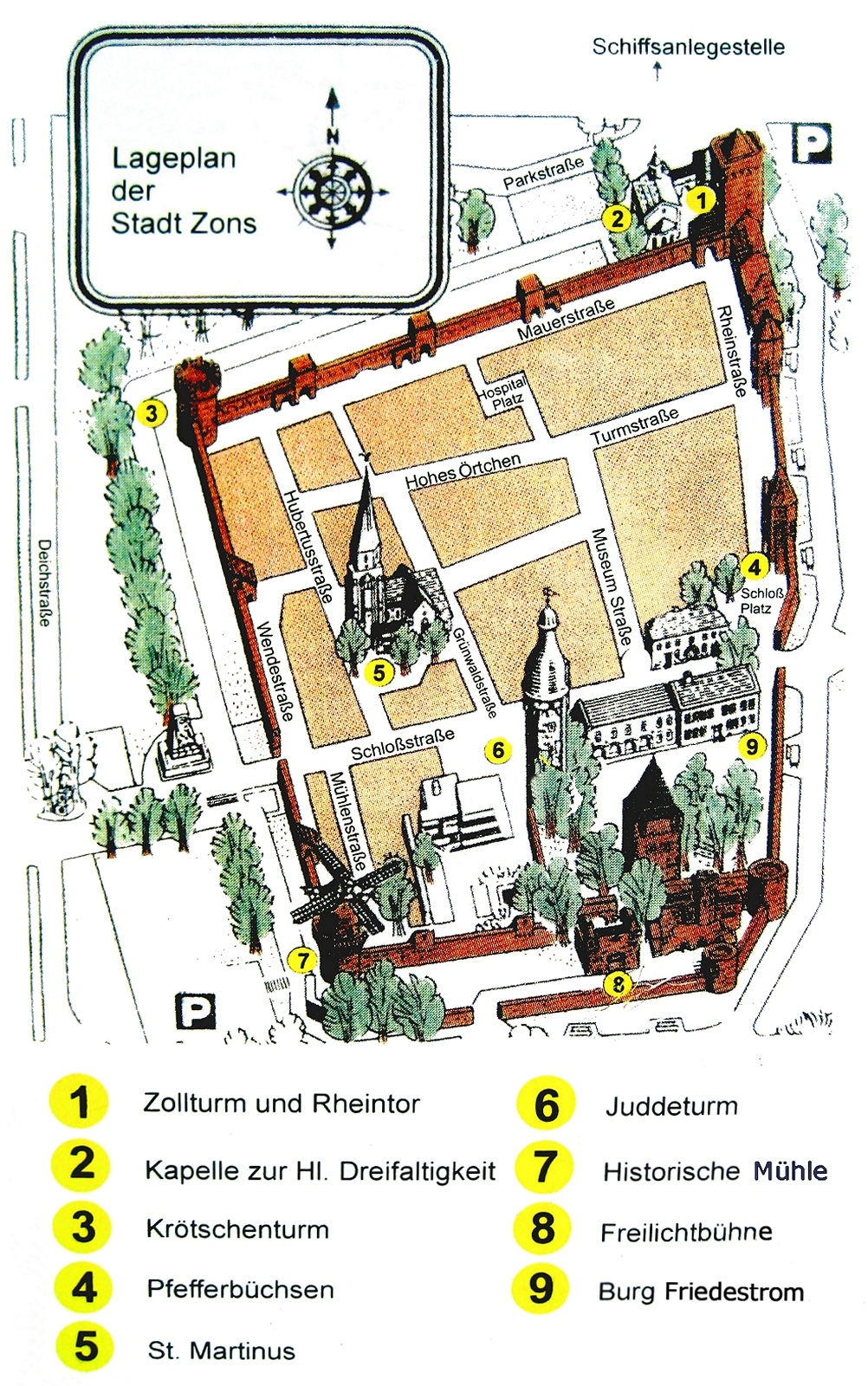
Kaartje van de historische stadskern
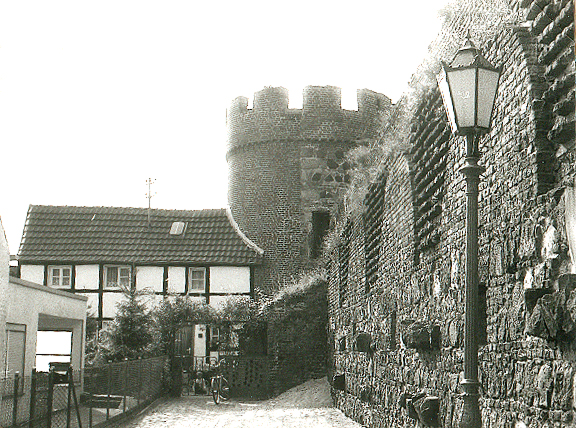
Stadsmuur met de  „Krötschenturm“ (1977)
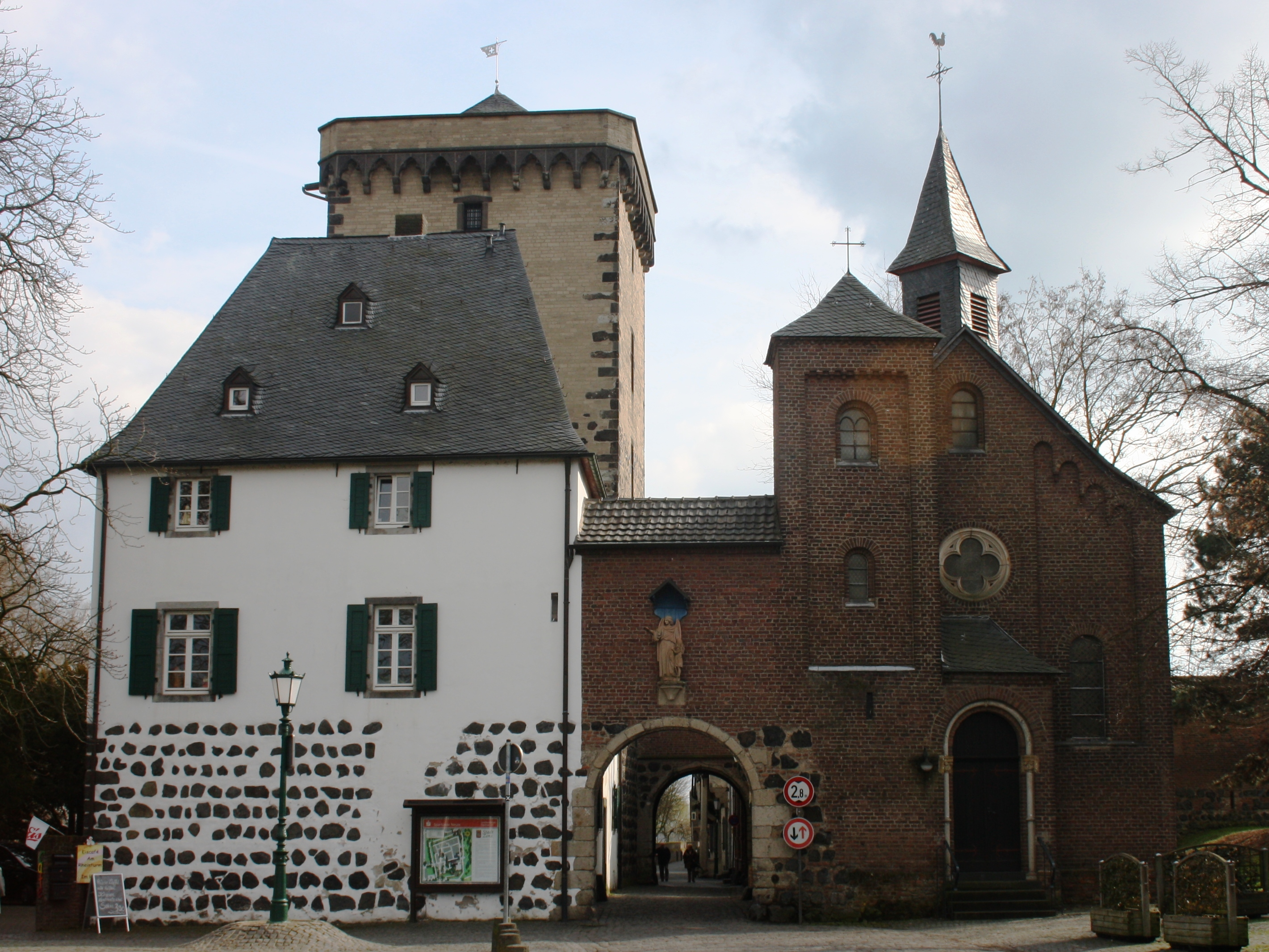
Rijnpoort met de Toltoren in het noordoosten
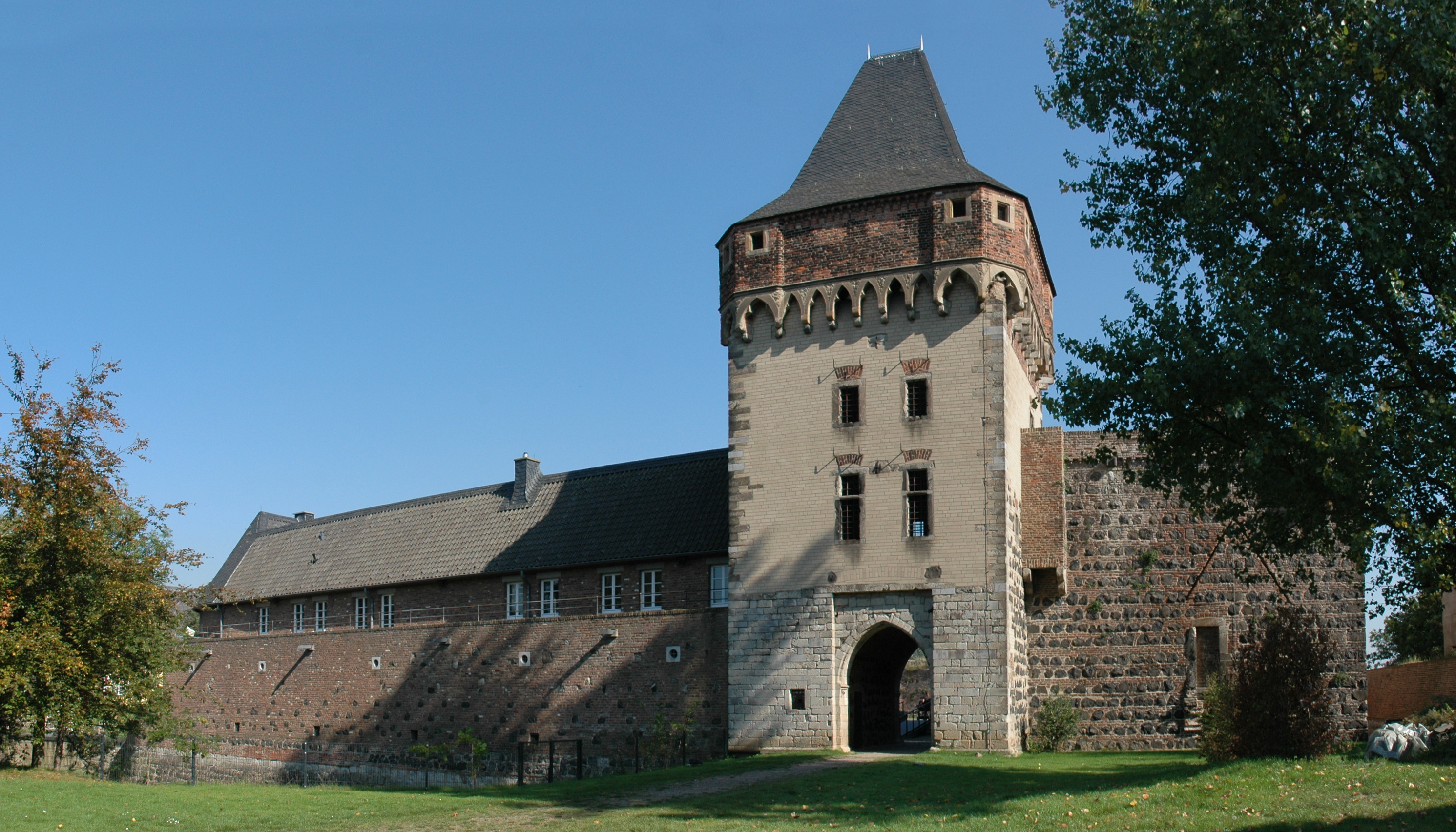
Westzijde van de Burcht Friedestrom
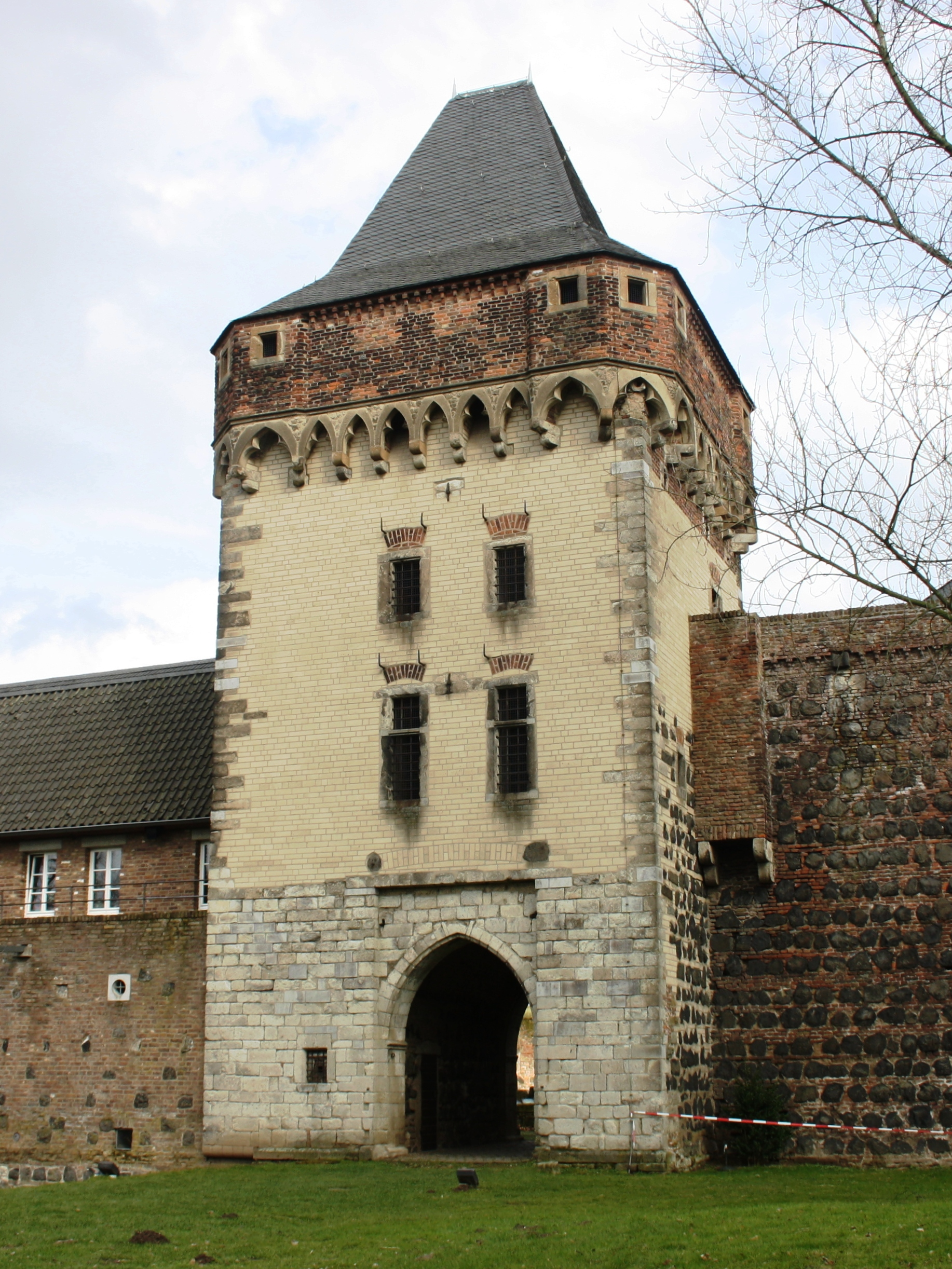
Poorttoren van de Burcht Friedestrom
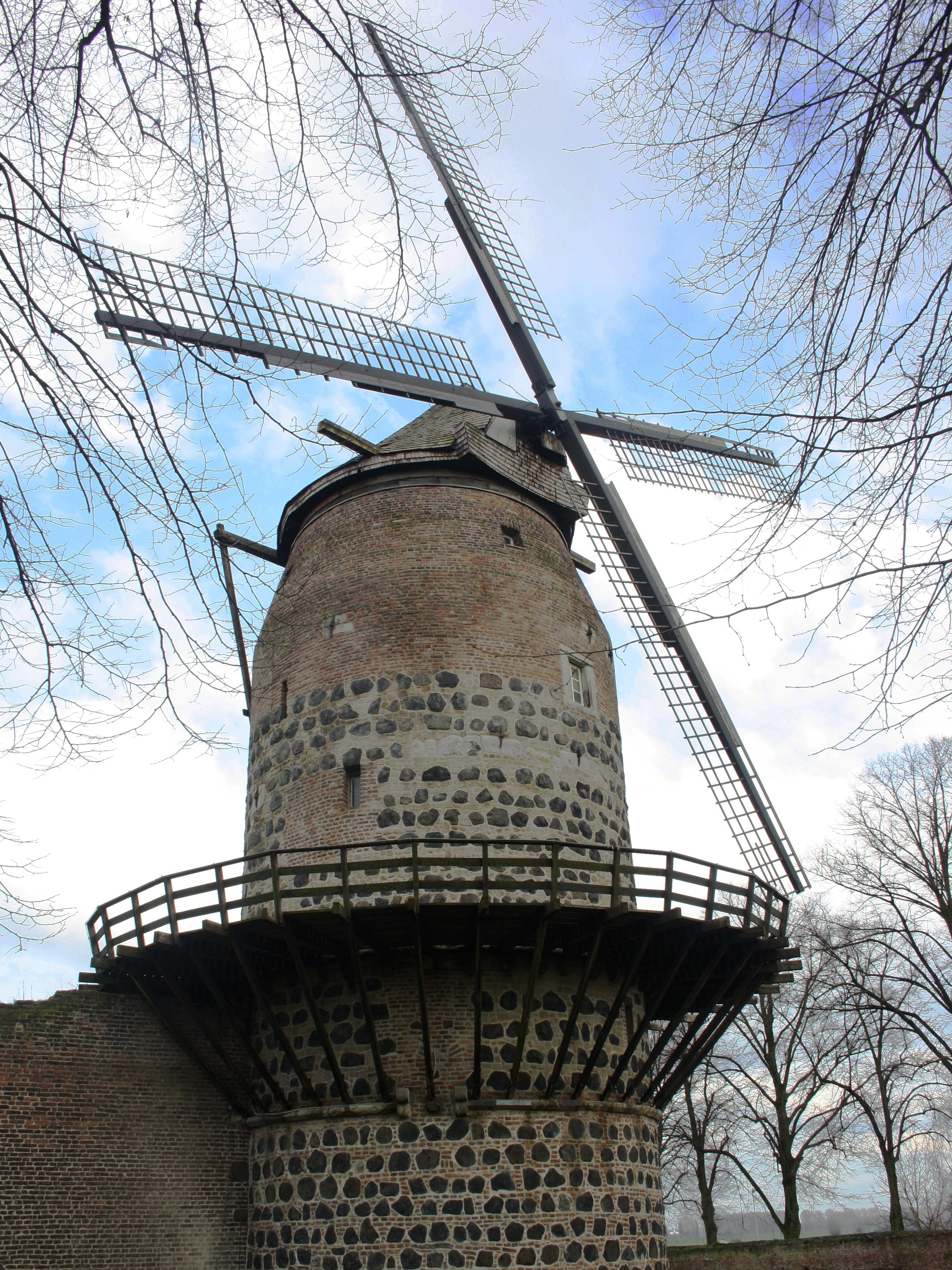
De Molentoren in het zuidwesten
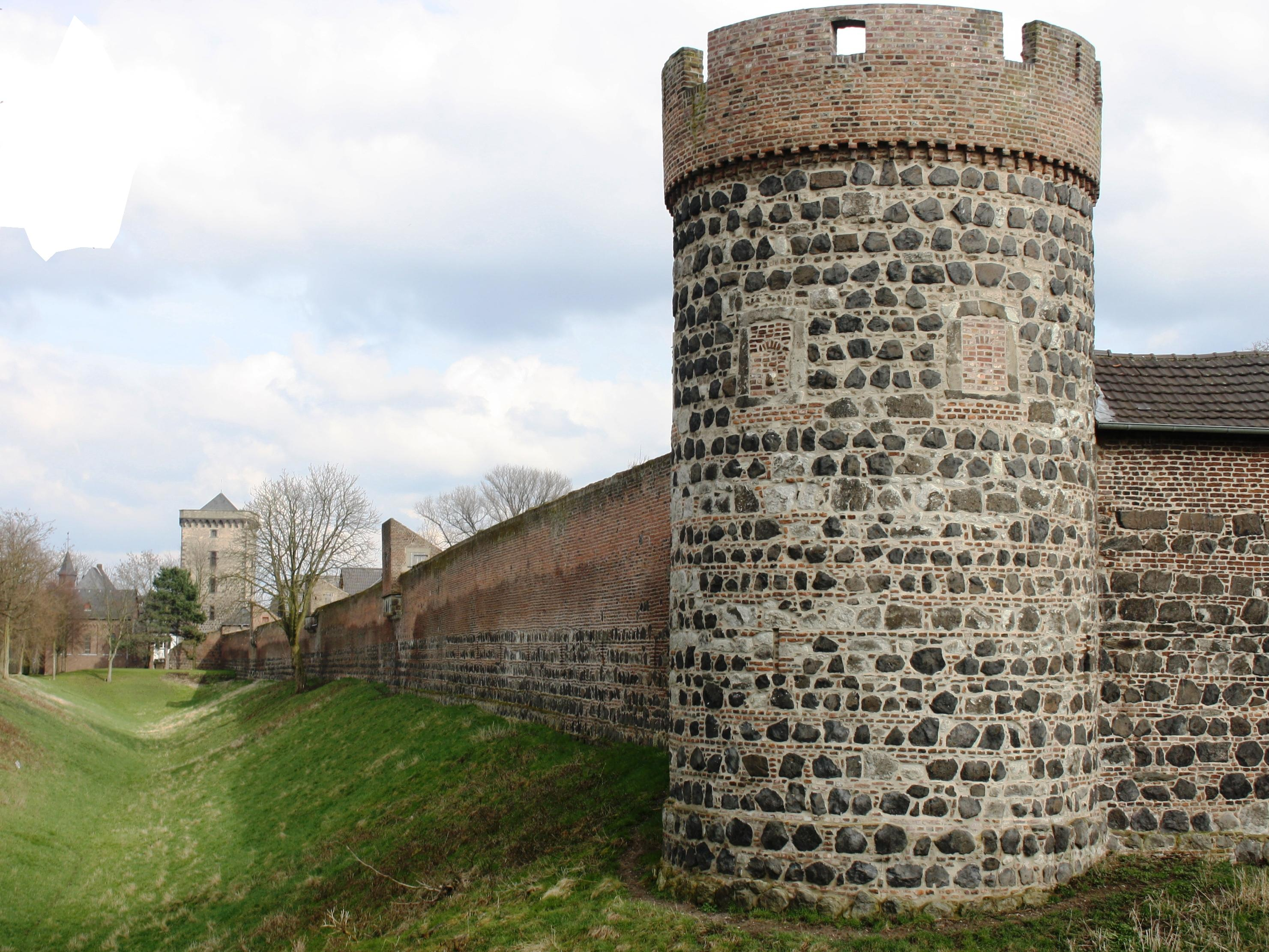
Toren Krötschenturm in het zuidoosten
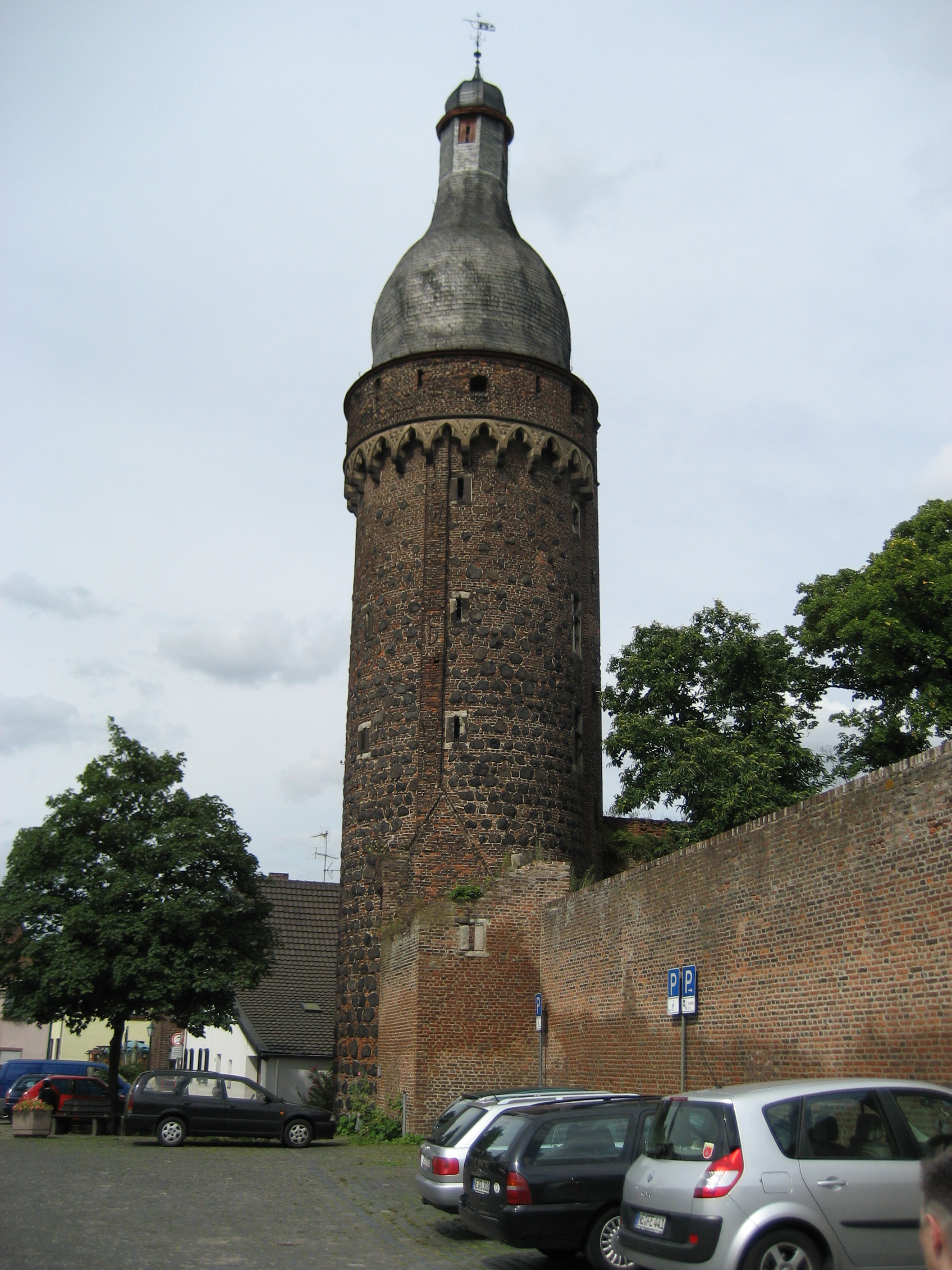
Toren Juddeturm
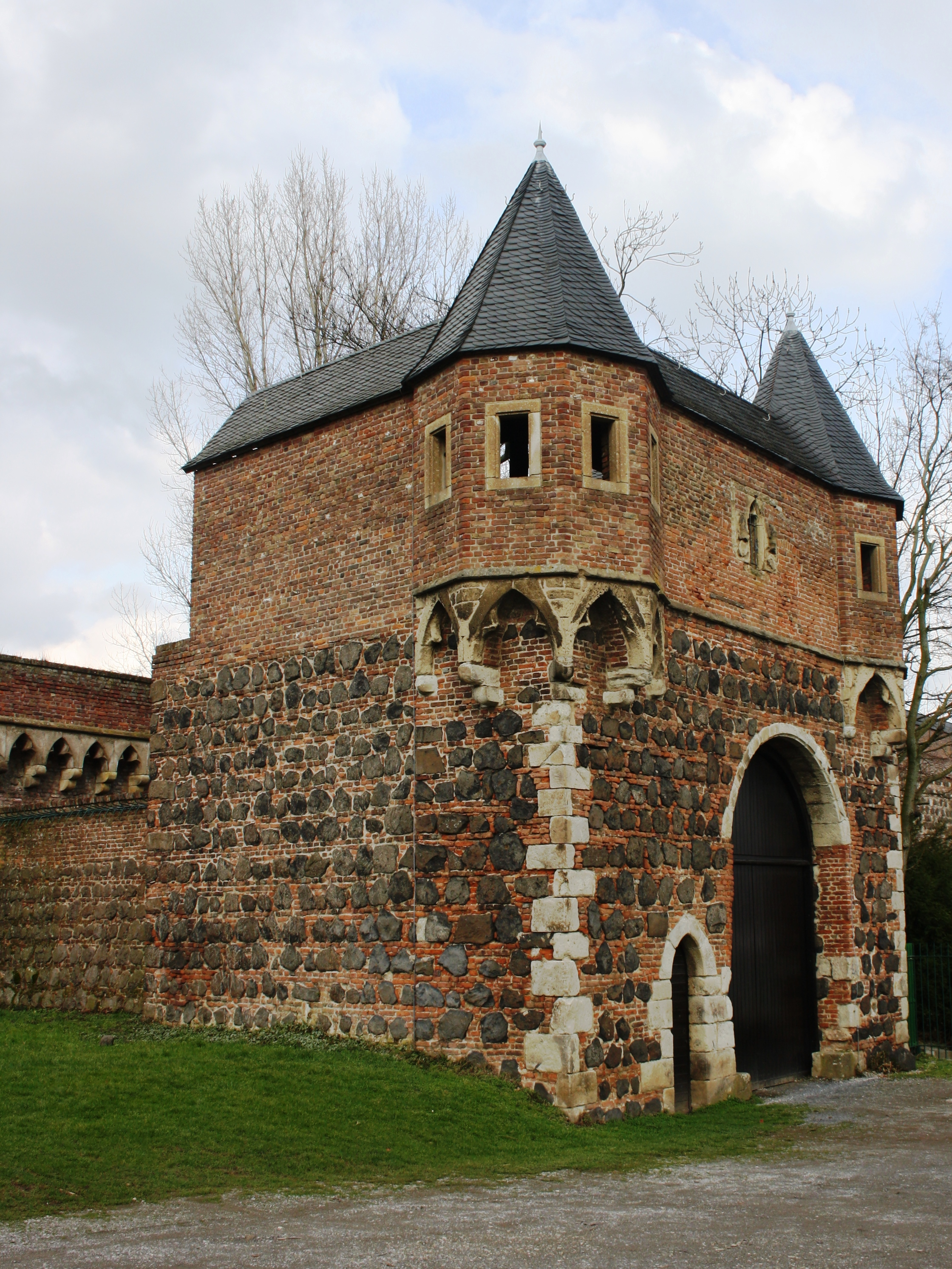
Zuidpoort
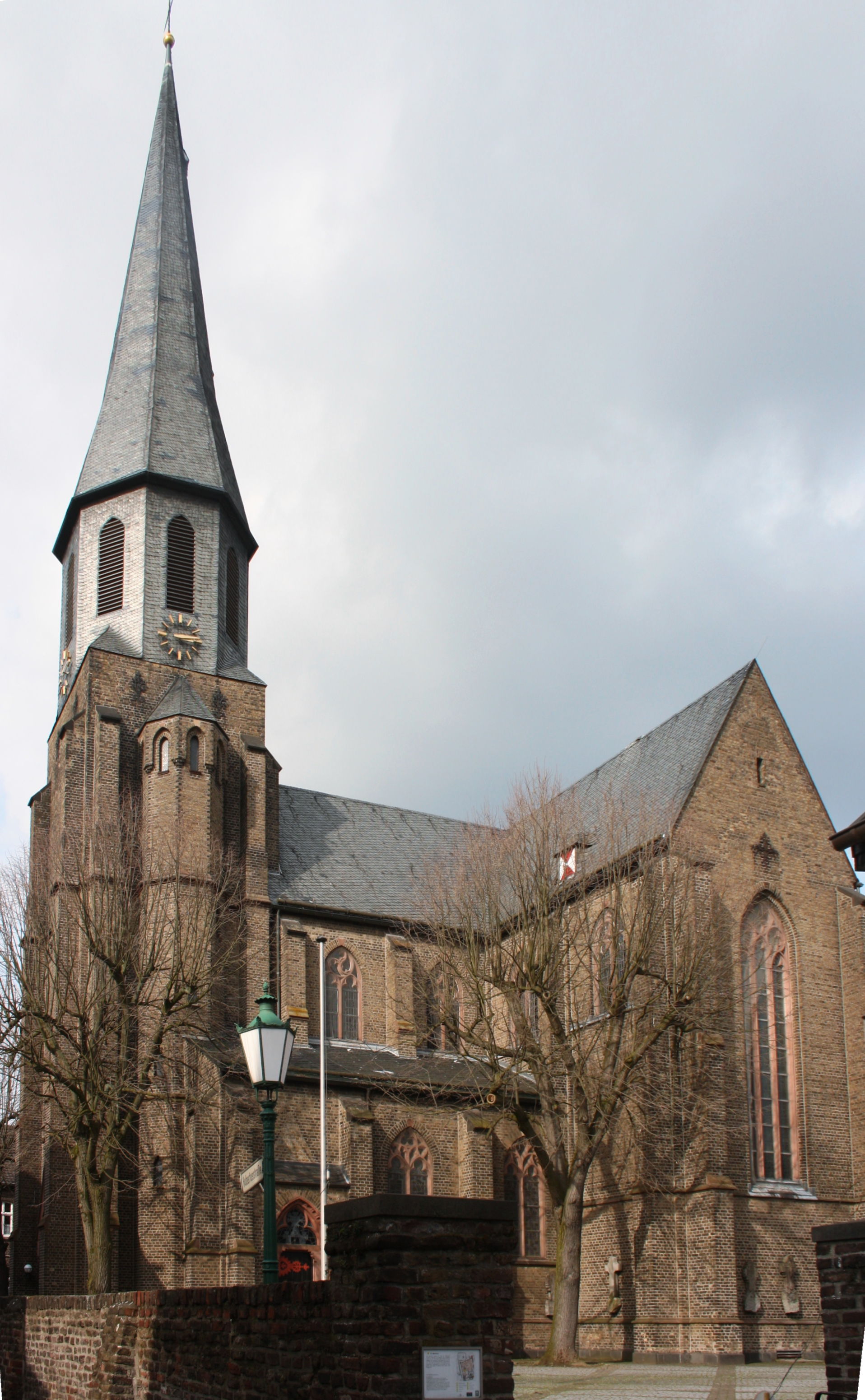
St. Martinuskerk
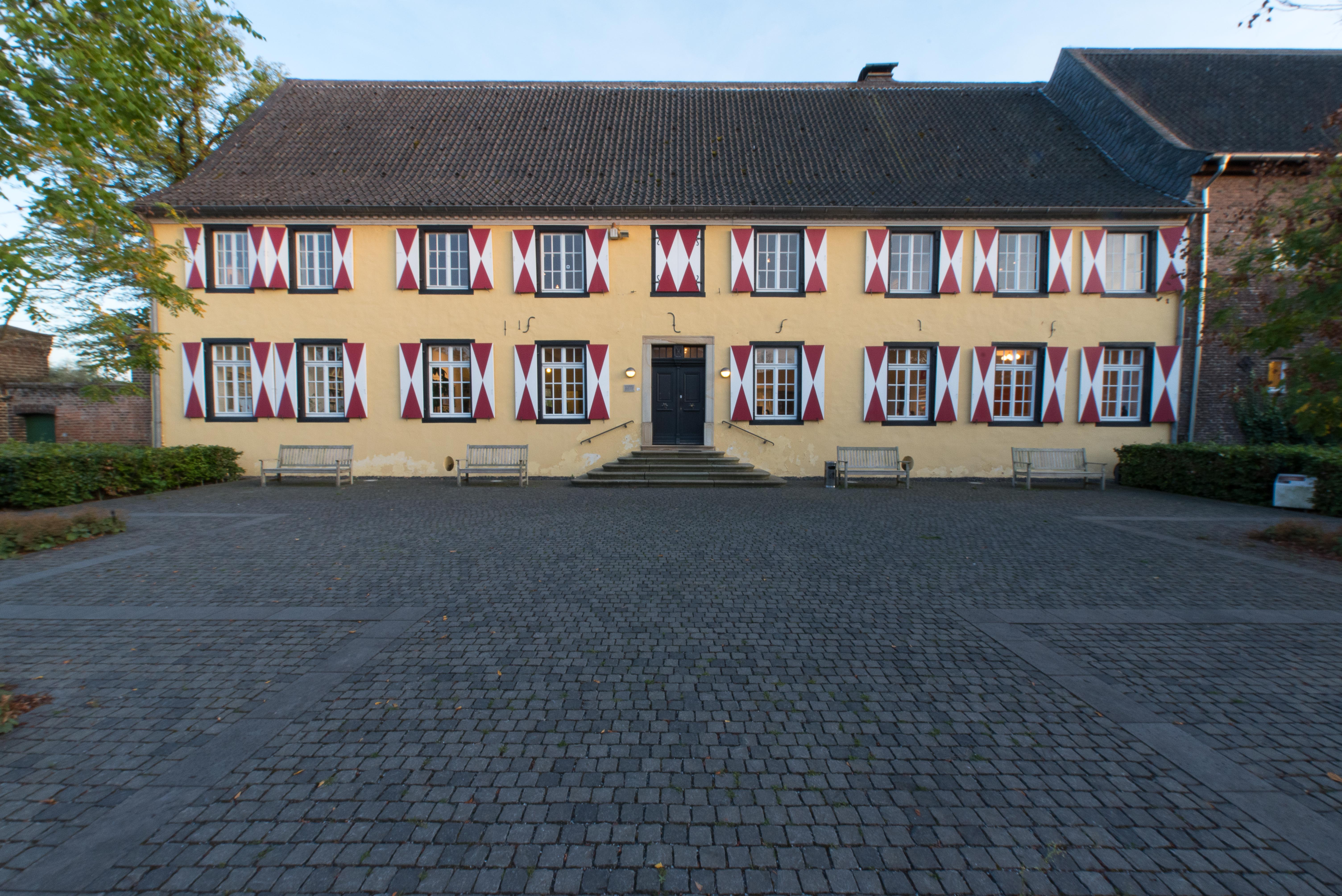
Ingang Kreismuseum
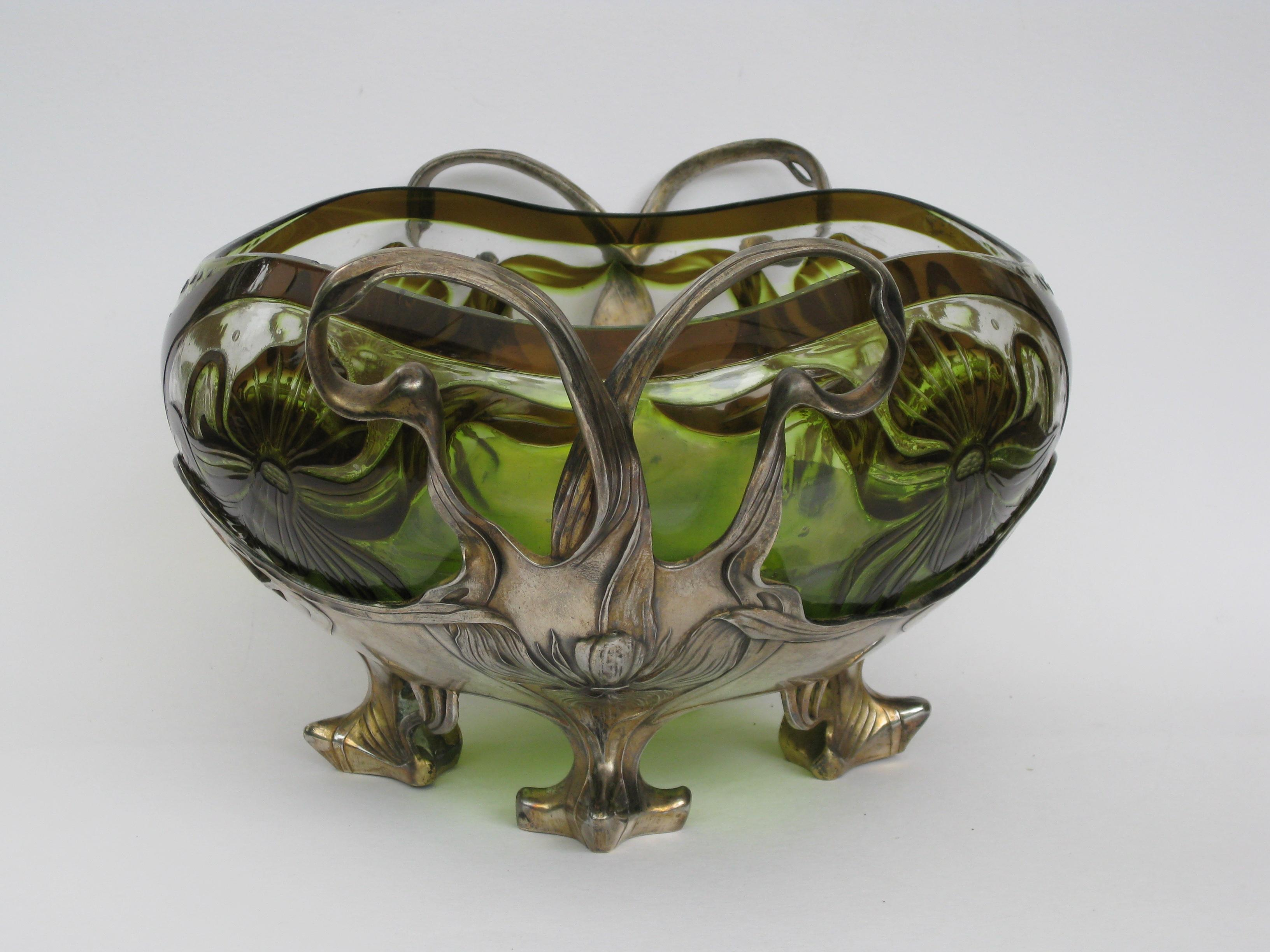
Orivit-schaal van tin in dit museum